# ACME

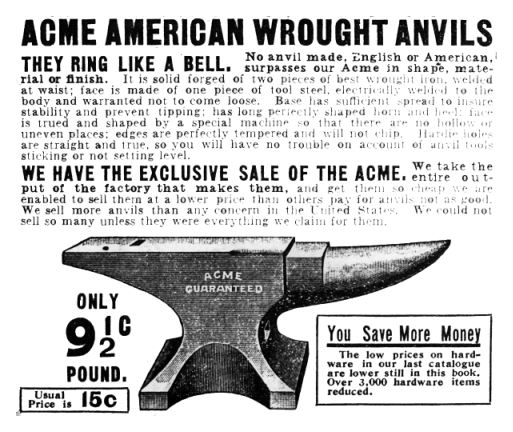
O reclamă pentru nicovala ACME

Corporația ACME („A Company that Makes Everything”, română „O companie care produce orice”) este o corporație fictivă ce a apărut în mai multe desene animate, în special în universul Looney Toons, predominant în Wile E. Coyote și Road Runner, din care ACME a devenit faimos pentru foarte multele obiecte periculoase ce eșuau catastrofal în cele mai rele momente.
Compania nu este niciodată definită clar, dar pare că poate produce orice obiect imaginabil, oricât de elaborat sau extravagant ar fi, dar care se strică încă de la prima folosire. În Wile E. Coyote se poate observa că obiectul este livrat în câteva secunde de la trimiterea unui ordin prin poștă (sau prin internet, cum se poate observa în Looney Tunes: Back in Action).